# ガテ・ヘフェル
ガテ・ヘフェル（英語: Gath Hepher）は、旧約聖書に登場する町の名前である。「掘った井戸のぶどうしぼり場」というヘブライ語が由来である。
預言者ヨナの出生地であると言われている。ナザレの北東5kmのエル・マシ・ハドの近くにあるキルベト・エツ・ツルラ。